# Seznam vrcholů v Novohradských horách

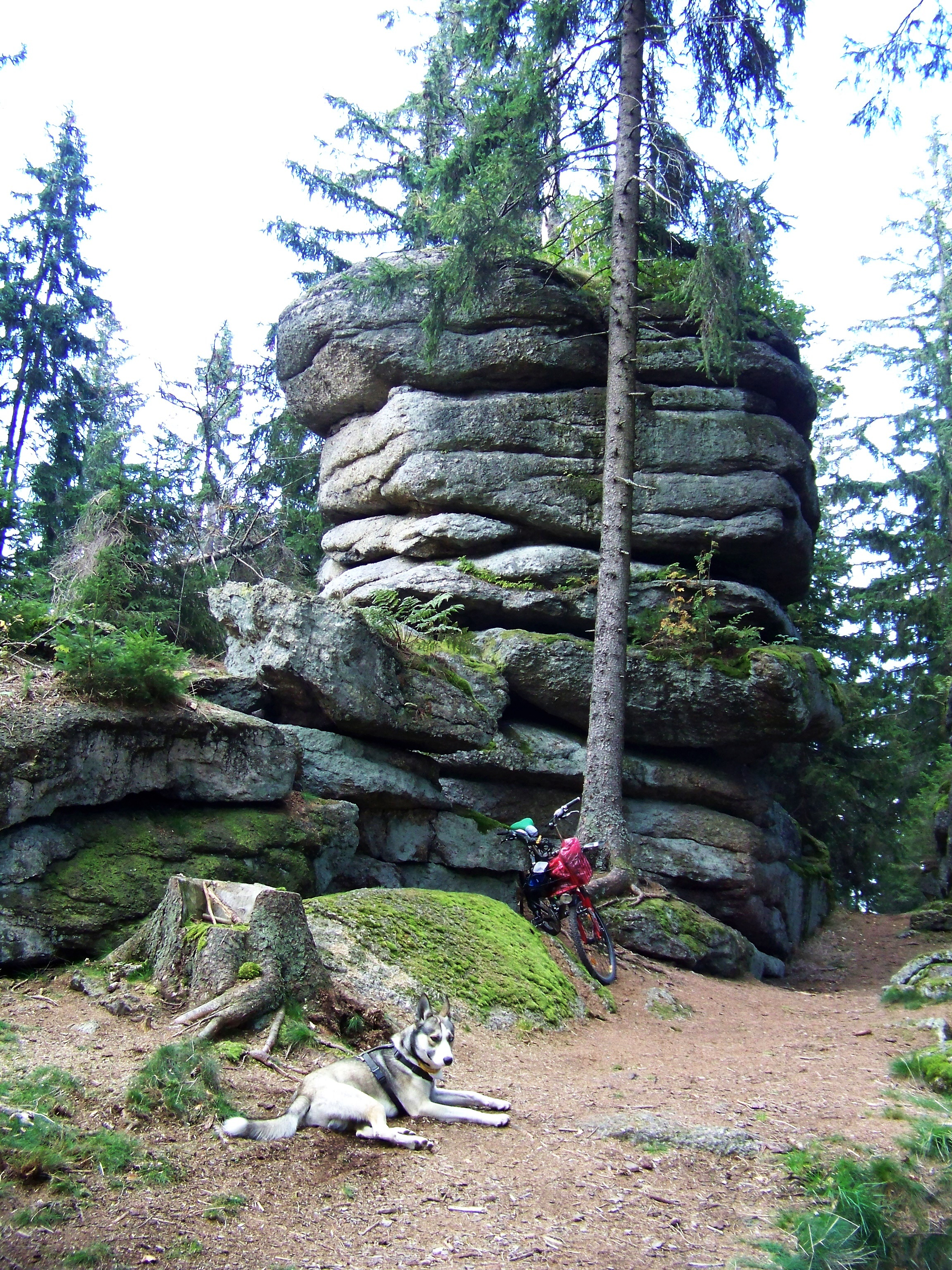
Kamenec - nejvyšší vrchol v české části

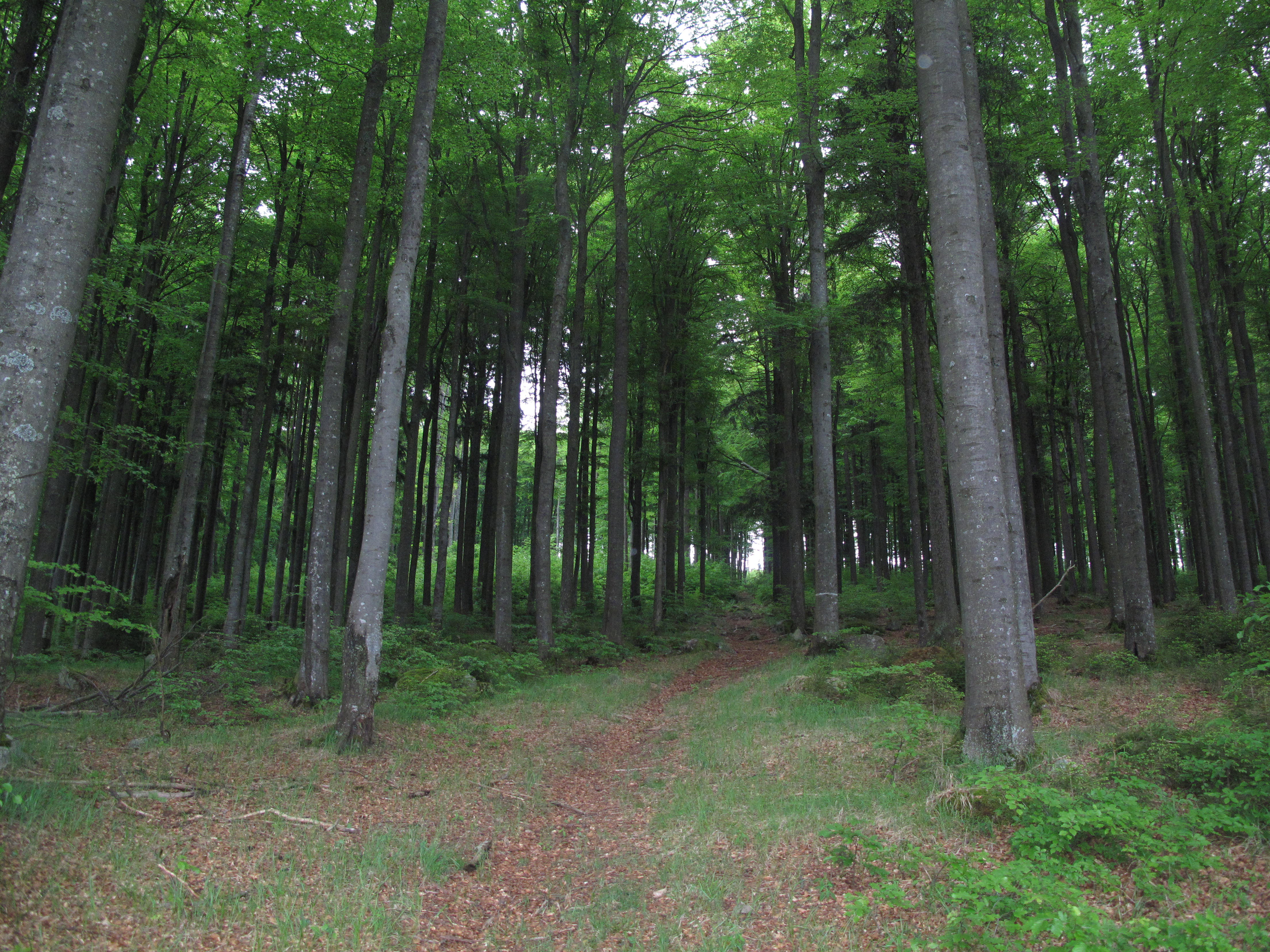
Myslivna - druhá nejvyšší

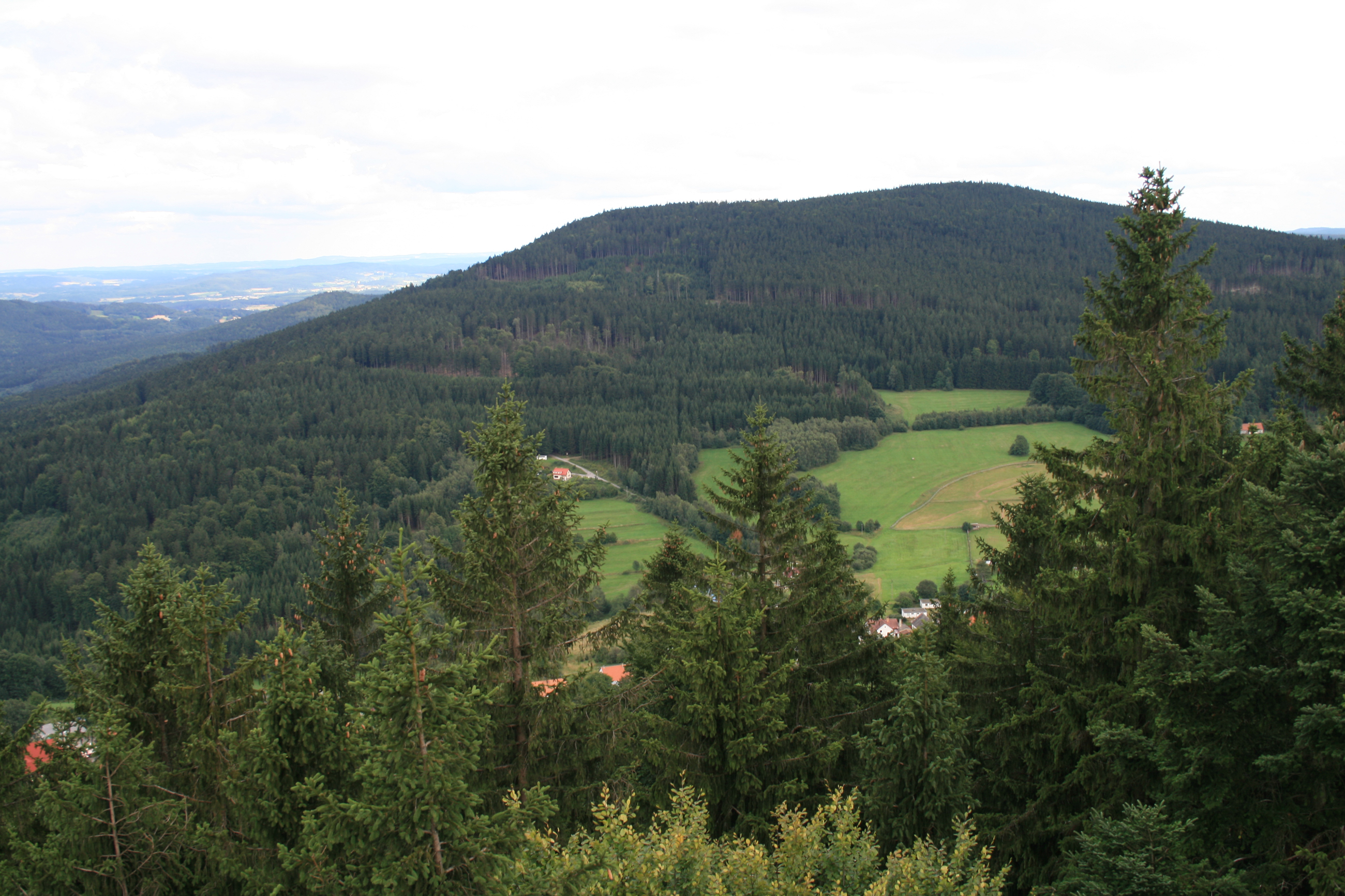
Vysoká - nejprominentnější

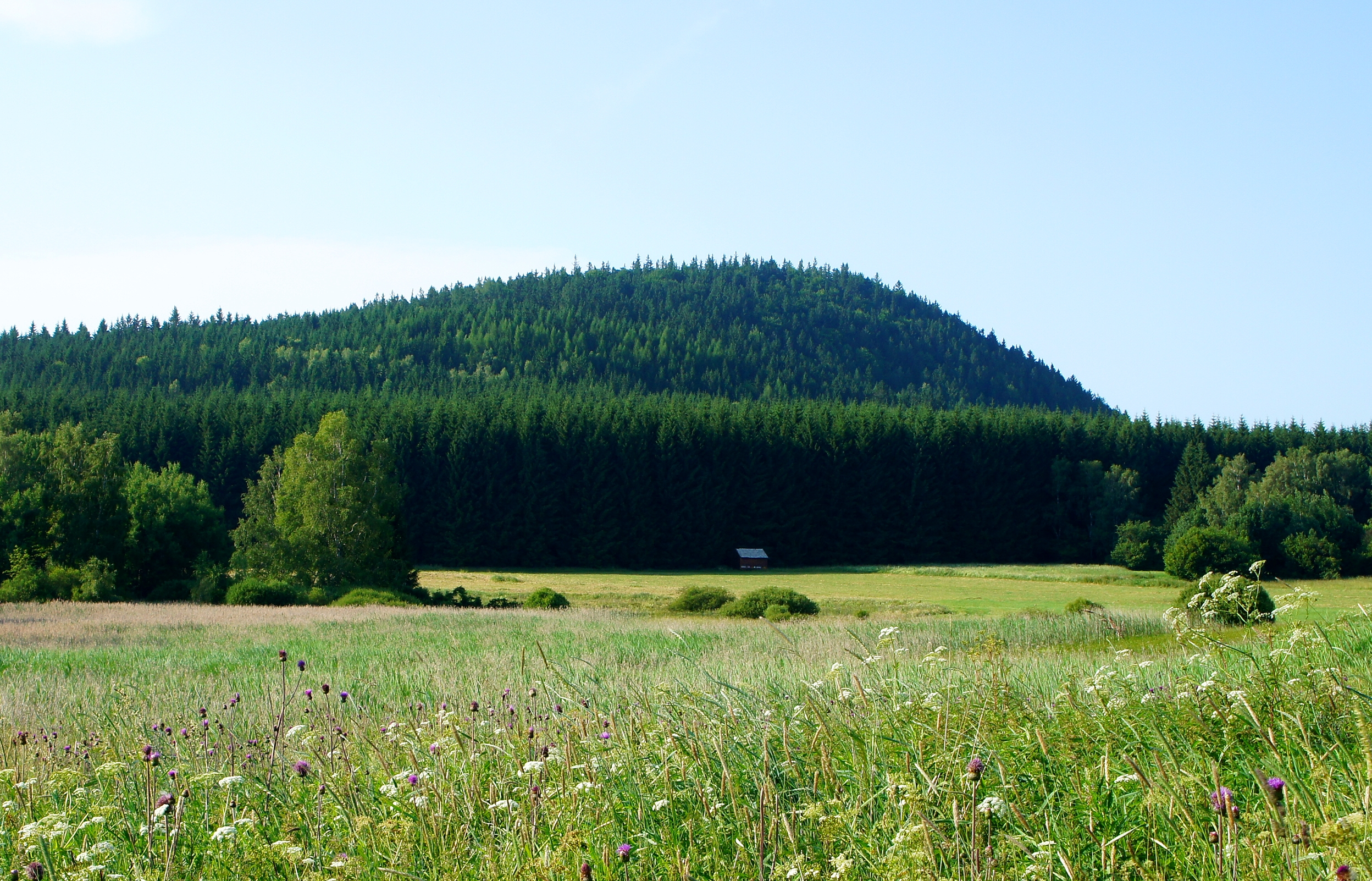
Kraví hora

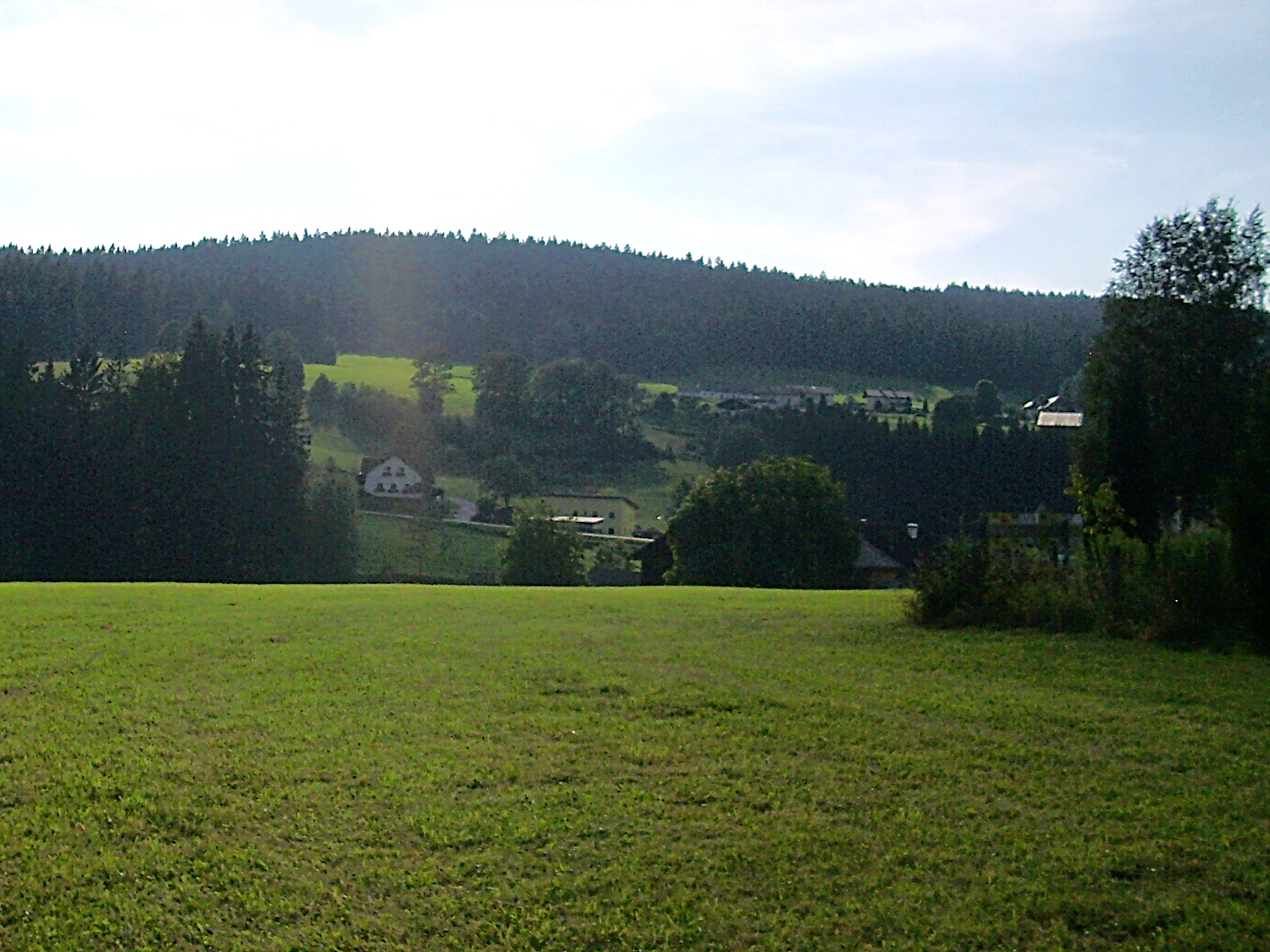
Viehberg - nejvyšší v celém pohoří

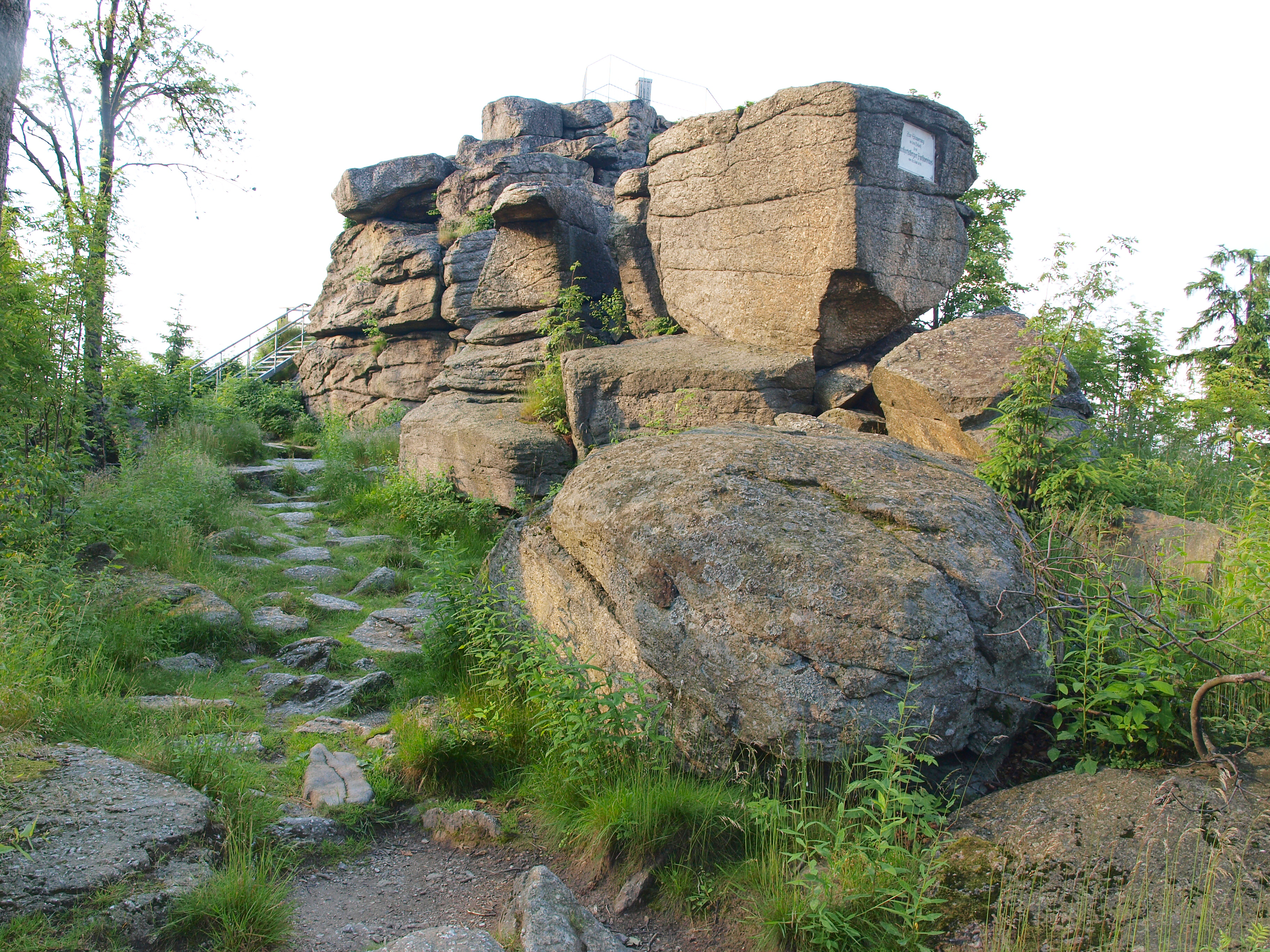
Nebelstein

Seznam vrcholů v Novohradských horách zahrnuje všechny tisícovky (hory s nadmořskou výškou nad 1000 m) a také všechny hory s prominencí (relativní výškou) nad 100 metrů v české části pohoří. Seznam tisícovek vychází z údajů dostupných na stránkách Tisicovky.cz, seznam nejprominentnějších netisícovek z údajů na Mapy.cz. Výšky též pochází ze základních map České republiky vydávaných Zeměměřickým úřadem. Jako hranice pohoří je uvažována hranice stejnojmenného geomorfologického celku.

## Seznam vrcholů podle výšky
Seznam vrcholů podle výšky obsahuje všechny tisícovky v české části pohoří s prominencí alespoň 5 metrů. Celkem jich je 6.
| #  | Vrchol               | Výška m n. m. | Promi- nence | Izolace (km)     | Souřadnice                       |
| -- | -------------------- | ------------- | ------------ | ---------------- | -------------------------------- |
| 1. | Kamenec              | 1073          | 156          | 04,1 → Viehberg  | 48°35′06″ s. š., 14°40′11″ v. d. |
| 2. | Myslivna             | 1040          | 123          | 04,3 → Tischberg | 48°37′56″ s. š., 14°41′00″ v. d. |
| 3. | Vysoká               | 1034          | 209          | 10,0 → Myslivna  | 48°42′54″ s. š., 14°44′19″ v. d. |
| 4. | Myslivna - JV vrchol | 1029          | 014          | 00,4 → Myslivna  | 48°37′42″ s. š., 14°41′15″ v. d. |
| 5. | Obrázek              | 1012          | 032          | 00,7 → Myslivna  | 48°37′49″ s. š., 14°41′52″ v. d. |
| 6. | Vysoká - SV vrchol   | 1007          | 012          | 00,2 → Vysoká    | 48°43′02″ s. š., 14°44′38″ v. d. |

V rakouské části hor, která je asi dvakrát větší než česká část, se nachází dalších 19 tisícovek:

| #   | Vrchol                 | Výška m n. m. | Promi- nence | Izolace (km)                  | Souřadnice                       |
| --- | ---------------------- | ------------- | ------------ | ----------------------------- | -------------------------------- |
| 1.  | Viehberg               | 1112          | 456          | 26,2 → Sternstein             | 48°33′36″ s. š., 14°37′24″ v. d. |
| 2.  | Schwarze Mauer         | 1071          |              | 01,0 → Kamenec                | 48°35′25″ s. š., 14°39′30″ v. d. |
| 3.  | Tischberg              | 1063          | 160          | 05,2 → Kamenec                | 48°36′28″ s. š., 14°43′55″ v. d. |
| 4.  | Eichelberg             | 1054          | 0            | 01,7 → Tischberg              | 48°35′33″ s. š., 14°44′21″ v. d. |
| 5.  | Taufelberg             | 1042          | 0            | 01,3 → Kamenec                | 48°35′12″ s. š., 14°39′00″ v. d. |
| 6.  | Plochwald              | 1040          | 0            | 03,4 → Taufelberg             | 48°35′58″ s. š., 14°36′26″ v. d. |
| 7.  | Haubenberg             | 1036          | 0            | 00,4 → Kamenec                | 48°34′56″ s. š., 14°39′37″ v. d. |
| 8.  | Hundsberg              | 1030          | 0            | 01,4 → Plochwald              | 48°35′15″ s. š., 14°37′32″ v. d. |
| 9.  | Ebenberg               | 1020          | 0            | 01,0 → Hundsberg              | 48°34′43″ s. š., 14°37′18″ v. d. |
| 10. | Ahornstein             | 1019          | 0            | 01,1 → Tischberg              | 48°37′25″ s. š., 14°43′30″ v. d. |
| 11. | Nebelstein             | 1017          | 0150         | 05,4 → Vysoká                 | 48°40′25″ s. š., 14°46′45″ v. d. |
| 12. | Gattringberg           | 1016          | 0            | 02,1 → Eichelberg             | 48°36′06″ s. š., 14°46′25″ v. d. |
| 13. | Binderberg             | 1015          | 0            | 01,5 → Gattringberg           | 48°35′33″ s. š., 14°47′21″ v. d. |
| 14. | Vordere Schanzer Berg  | 1013          | 0            | 01,6 → Kamenec                | 48°34′36″ s. š., 14°41′27″ v. d. |
| 15. | Hinterer Schanzer Berg | 1010          | 0            | 00,8 → Vordere Schanzer Berg  | 48°34′21″ s. š., 14°42′14″ v. d. |
| 16. | Jägerberg              | 1004          | 0            | 02,0 → Tischberg              | 48°37′10″ s. š., 14°45′31″ v. d. |
| 17. | Sepplberg              | 1004          | 0            | 00,6 → Vordere Schanzer Berg  | 48°34′59″ s. š., 14°41′43″ v. d. |
| 18. | Bärenstein             | 1003          | 0            | 03,2 → Nebelstein             | 48°39′15″ s. š., 14°44′47″ v. d. |
| 19. | Höllberg               | 1000          | 0            | 01,3 → Hinterer Schanzer Berg | 48°34′36″ s. š., 14°43′23″ v. d. |

## Seznam vrcholů podle prominence
Seznam vrcholů podle prominence obsahuje všechny české novohradské hory s prominencí (relativní výškou) nad 100 metrů, bez ohledu na nadmořskou výšku. Celkem jich je 7. Nejprominentnější horou překvapivě není nejvyšší Kamenec, ale až třetí nejvyšší Vysoká.
| #  | Vrchol        | Výška m n. m. | Promi- nence | Izolace (km)          | Souřadnice                       |
| -- | ------------- | ------------- | ------------ | --------------------- | -------------------------------- |
| 1. | Vysoká        | 1034          | 209          | 10,0 → Myslivna       | 48°42′54″ s. š., 14°44′19″ v. d. |
| 2. | Kamenec       | 1073          | 156          | 04,1 → Viehberg       | 48°35′06″ s. š., 14°40′11″ v. d. |
| 3. | Holá hora     | 0685          | 147          | 04,0 → Mandlstein     | 48°46′48″ s. š., 14°50′44″ v. d. |
| 4. | Kraví hora    | 0962          | 144          | 01,8 → Vysoká         | 48°43′51″ s. š., 14°43′12″ v. d. |
| 5. | Myslivna      | 1040          | 123          | 04,3 → Tischberg      | 48°37′56″ s. š., 14°41′00″ v. d. |
| 6. | Lužnický vrch | 0907          | 119          | 02,8 → Pivonický vrch | 48°41′28″ s. š., 14°38′54″ v. d. |
| 7. | Dopler        | 0956          | 105          | 05,1 → Kolářův vrch   | 48°39′11″ s. š., 14°36′38″ v. d. |

## Seznam ultratisícovek
Ultratisícovky jsou hory s nadmořskou výškou alespoň 1000 metrů, prominencí (převýšením od klíčového sedla) alespoň 100 metrů a izolací alespoň 1 km. Jsou tedy průnikem nejvyšších a nejprominentnějších hor. V české části Novohradských hor jsou 3.
| #  | Vrchol   | Výška m n. m. | Promi- nence | Izolace (km)     | Souřadnice                       |
| -- | -------- | ------------- | ------------ | ---------------- | -------------------------------- |
| 1. | Vysoká   | 1034          | 209          | 10,0 → Myslivna  | 48°42′54″ s. š., 14°44′19″ v. d. |
| 2. | Kamenec  | 1073          | 156          | 04,1 → Viehberg  | 48°35′06″ s. š., 14°40′11″ v. d. |
| 3. | Myslivna | 1040          | 123          | 04,3 → Tischberg | 48°37′56″ s. š., 14°41′00″ v. d. |

V rakouské části Novohradských hor jsou další 3 hory splňující kritéria pro ultratisícovky – nejvyšší hora celého pohoří Viehberg (1112 m, prominence 456 m) a dále Tischberg (1063 m, prominence 160 m) a Nebelstein (1017 m, prominence 150 m).